# Jezerní hora
Jezerní hora (německy Seewand) je s 1344 m nejvyšší horou Královského hvozdu a celé Železnorudské hornatiny v severozápadní části Šumavy. Vrchol se nachází blízko česko-německé hranice, na hlavním evropském rozvodí, 5 km severozápadně od Železné Rudy.
Velmi plochá vrcholová část přechází v prudké svahy, do severní a východní strany jsou zahloubeny dva výrazné ledovcové kary s Černým a Čertovým jezerem.

## Přístup
Vrchol Jezerní hory není přístupný, protože se nachází na území NPR Černé a Čertovo jezero a nevede na něj žádná turistická trasa. Nejblíže lze k vrcholu dojít po červené značce od Čertova jezera do sedla Rozvodí, spojujícím Jezerní horu se Špičákem. Odtud vede na vrchol asi 1 km dlouhá lesní cesta, ale ta je z důvodu ochrany přírody nepřístupná.

## Severní vrchol
Asi 2 km severně od vrcholu se na severovýchodním výběžku Jezerní hory, tedy na opačném břehu Černého jezera, nachází Jezerní hora – S vrchol. Její vrcholová skála dosahuje výšky 1093 m. Nejjednodušší přístup vede od Černého jezera po červené značce, ze které po asi 1 km odbočuje doprava neznačený průsek, který po dalších 200 metrech končí u vrcholové skály.